# Scaphognathops stejnegeri
Scaphognathops stejnegeri es una especie de peces de la familia
Cyprinidae en el orden de los Cypriniformes.

## Morfología
- Los machos pueden llegar alcanzar los 25 cm de longitud total.[1][2]

## Alimentación
Come detritus, algas, gusanos, crustáceos e insectos.

## Hábitat
Es un pez de agua dulce y de clima tropical.

## Distribución geográfica
Se encuentran en Asia:  cuenca del río Mekong en Laos, Tailandia, Camboya y el Vietnam.